# محمد المستكفي بالله
أبو عبد الرحمن محمد المستكفي بالله (366 هـ - 416 هـ) الخليفة الحادي عشر للأندلس والحاكم الخامس عشر لها من سلالة الأمويين. هو والد الأميرة والشاعرة الأندلسية ولادة بنت المستكفي (994 - 26 مارس 1091).

## خلافته
ولاّه أهل قرطبة الخلافة بعد مقتل المستظهر بالله في 3 ذي القعدة 414 هـ، وظل خليفة لنحو عام ونصف أمضاها في إرضاء شهواته، إلى أن بلغته أنباء زحف جيش يحيى المعتلي بالله على قرطبة، فغادرها متخفيًا في زي امرأة في 25 ربيع الأول 416 هـ، ثم قتله بعض مرافقيه في رحلة فراره في 12 ربيع الآخر 416 هـ ظنًا منهم أنه يحمل مالاً.